# محمد كنان
محمد كنان (بالعبرية: מוחמד כנעאן‏) هو سياسي إسرائيلي، ولد في 17 أكتوبر 1955 في طمرة في إسرائيل. حزبياً، نشط في القائمة العربية الموحدة. وقد انتخب عضو الكنيست ‏ (7 يونيو 1999 – 17 فبراير 2003).